# Sư đoàn Bộ binh 35 (Đức Quốc Xã)
Sư đoàn Bộ binh 35 (tiếng Đức: 35. Infanteriedivision), là một sư đoàn bộ binh của Đức Quốc xã đã tham gia chiến tranh thế giới thứ 2.

## Lịch sử
Sư đoàn bộ binh 35 được thành lập vào tháng 10 năm 1936 ở Đức, hoạt động chủ yếu ở mặt trận phía Đông.
Vào tháng 5 năm 1940, một vài được vị của sư đoàn được gửi đến xâm lược Pháp và Bỉ, bộ phận còn lại đóng ở đất nước cho đến tháng 6 năm sau, khi toàn bộ sư đoàn tham gia chiến dịch Barbarossa. Tháng 4 năm 1945, sư đoàn buộc trở lại Đông Phổ trước bước tiến của Hồng Quân.

## Sĩ quan chỉ huy
- Trung tướng Hubert Schaller Kallide, ngày 12 tháng 10 năm 1936 - ngày 24 tháng 11 năm 1938
- Hans Wolfgang Reinhard, ngày 24 tháng 11 năm 1938 - ngày 25 tháng 11 năm 1940
- Walther Fischer von Weikersthal, ngày 25 tháng 11 năm 1940 - ngày 1 tháng 12 năm 1941
- Rudolf Freiherr von Roman, ngày 01 tháng 12 năm 1941 - ngày 10 tháng 9 năm 1942
- Trung tướng Ludwig Merker, ngày 10 tháng 9 năm 1942 - tháng 4 năm 1943
- Trung tướng Otto Drescher, tháng 4 năm 1943 - ngày 08 Tháng Sáu năm 1943
- Trung tướng Ludwig Merker, ngày 8 tháng 6 năm 1943 - ngày 5 tháng 11 năm 1943
- Trung tướng Johann Georg Richert, ngày 05 tháng 11 năm 1943 - ngày 9 Tháng 4 năm 1944
- Thiếu tướng Gustav Gihr, ngày 9 tháng 4 năm 1944 - ngày 11 tháng 5 năm 1944
- Trung tướng Johann Georg Richert, ngày 11 tháng 5 năm 1944 - tháng 5 năm 1945
- Thiếu tướng Ernst Meiners, tháng 5 năm 1945

## Biên chế Sư đoàn

### Năm 1939
- Trung đoàn Bộ binh 34
- Trung đoàn Bộ binh 109
- Trung đoàn Bộ binh 111
- Trung đoàn Pháo binh 35
- Tiểu đoàn Công binh 35
- Tiểu đoàn Feldersatz 35
- Versorgungseinheiten

### Năm 1942
- Trung đoàn Lính phóng lựu 34
- Trung đoàn Lính phóng lựu 109
- Trung đoàn Lính phóng lựu 111
- Trung đoàn Pháo binh 35
- Tiểu đoàn Công binh 35
- Tiểu đoàn Feldersatz 35
- Versorgungseinheiten